# Mistrovství světa v letech na lyžích 1986
Mistrovství světa v skocích na lyžích se v roce 1986 konalo 8.–9. března v rakouském Bad Mitterndorfu na tamním mamutím můstku Kulm. Jedná se o první mistrovství světa v letech na lyžích, které spadá do současného pravidelného systému rozdělení pořádání tohoto šampionátu mezi pouhopouhých pět funkčních mamutích můstků na celém světě.

## Výsledky
| *                | Sportovec         | Skok | Body | Celkem |
| ---------------- | ----------------- | ---- | ---- | ------ |
| Zlatá medaile    | Andreas Felder    |      |      |        |
| Stříbrná medaile | Franz Neuländtner |      |      |        |
| Bronzová medaile | Matti Nykänen     |      |      |        |
| 4                | Ladislav Dluhoš   |      |      |        |
| 5                | Tuomo Ylipulli    |      |      |        |
| 6                | Thomas Klauser    |      |      |        |
| 7                | Pekka Suorsa      |      |      |        |
| 8                | Franz Wiegele     |      |      |        |
| 9                | Jens Weissflog    |      |      |        |
| 10               | Piotr Fijas       |      |      |        |